# 凯特·斯塔尔
凯特·斯塔尔（英語：Kate Starre，1971年9月18日—），澳大利亚女子曲棍球运动员。她曾代表澳大利亚国家队参加1992年、1996年和2000年夏季奥林匹克运动会曲棍球比赛，获得二枚金牌。